# Изабелла (принцесса Дании)
Её Королевское Высочество Изабелла (полное имя Изабелла Генриетта Ингрид Маргрете) (дат. Isabella Henrietta Ingrid Margrethe; род. 21 апреля 2007, Копенгаген) — принцесса Датская, графиня Монпеза.
Дочь Его Королевского Величества короля Дании Фредерика X и его супруги королевы Марии. Внучка королевы Дании Маргрете II, младшая сестра кронпринца Кристиана и старшая сестра близнецов принца Винсента и принцессы Йозефины.

## Биография

### Детство
Родилась 21 апреля 2007 года в 16.02 в Копенгагене в королевском госпитале с весом 3350 г и ростом 50 см.
1 июля 2007 года принцесса Изабелла была крещена в церкви замка Фреденсборг. Имена Генриетта, Маргрете и Ингрид она получила в честь бабушек и прабабушки. Её крёстными стали: королева Бельгии Матильда, принцесса Алексия Греческая и Датская, Надин Джонстон, Кристиан Бухвальд, Питер Хиринг, Мари Луиза Скил. В Тасмании в качестве подарка к крестинам для принцессы Изабеллы был изготовлен миниатюрный браслет из белого золота, красной эмали и драгоценных камней в виде датского флага — белого креста на красном фоне.
5 ноября 2008 года принцессу приняли в ясли Детский дом Королевы Луизы, которые уже посещал её старший брат Принц Христиан. В связи с рождением близнецов у родителей Её Высочества, 4 января 2011 года Изабеллу перевели в Гарнизонный детский сад, который расположен ближе ко дворцу.
13 августа 2013 года Изабелла пошла в 0-й класс в школу Транегард, в Гентофте.

### Юность
30 апреля 2022 года принцесса прошла обряд конфирмации в церкви замка Фреденсборг. Церемония была проведена епископом Хенриком Виг Поулсеном, её посетили родные и крёстные Изабеллы.
Принцесса Изабелла проживает во дворце Фреденсборг.

## Награды
- Дания 14 января 2024: Дама ордена Слона[7]
- Дания 21 апреля 2021: Дама фамильного ордена короля Фредерика X
- Дания 11 июня 2009: Памятная медаль «75 лет со дня рождения принца Хенрика»
- Дания 16 апреля 2010: Памятная медаль «70 лет со дня рождения королевы Маргрете II»
- Дания 14 января 2012: Памятная медаль Рубинового юбилея королевы Маргрете II
- Дания 16 апреля 2015: Памятная медаль «75 лет со дня рождения королевы Маргрете II»
- Дания 10 июня 2017: Памятная медаль «Золотая свадьба королевы Маргрете II и принца Хенрика»